# Anthracia eriopoda
Anthracia eriopoda là một loài bướm đêm trong họ Noctuidae.